# 宜蘭中山公園
宜蘭中山公園也稱為宜蘭公園，亦由於園內有著名的獻馘碑，當地人亦直接用「獻馘碑」來稱呼該公園。設立於台灣日治時期的1909年，位於宜蘭市的東南邊，舊城東路尾，該公園是早期宜蘭市唯一的休閒場所，因成三角形，故早期又有三角公園之稱。

## 早期建設
早期園內有設置忠魂碑——日本大戰時期政府用作悼念為國捐軀的軍人和烈士的紀念碑。不過，這個忠魂碑和另外的「婢女擇配喻示碑」，皆在第二次世界大戰日本戰敗放棄台灣後不知去向。

## 建築
戰後台灣政府為這個公園重新定名為「中山公園」，並歷經多年的整頓美化，使園內景觀煥然一新。基本設施包括涼亭、噴水池、草坪、兒童健步區、民眾活動區、水域、健康步道區等活動場地。
建築物方面，宜蘭演藝廳座落在宜蘭中山公園內，很多宜蘭本地化的藝術表演都在這裡演出。

## 忠靈塔碑
|
1936年由武營遷來，正面為「忠靈塔」三字，立碑者署名為台灣軍司令官陸軍中將柳川平助。
碑背面刻有文字「改修由來」，落款日期為昭和十一年八月。
忠靈塔碑現況為局部遭受破壞。
宜蘭縣政府文化局於該址立有解說牌。